# Niwa Kawamoto
Niwa Kawamoto (em japonês: 庭 川本) (5 de agosto de 1863 — 16 de novembro de 1976) foi uma supercentenária japonesa, Decana da Humanidade de 31 de Maio de 1975 até a data de seu falecimento, aos 113 anos e 103 dias. Sucedeu-lhe no título Sophia DeMuth, de 110 anos de idade.